# Малиновка (Смоленская область)
Малиновка — Деревня в Угранском районе Смоленской области России. Входит в состав Желаньинского сельского поселения. 
Население — 0 жителей (2007 год). 
Расположена в юго-восточной части области в 3 км к востоку от Угры, в 20 км южнее автодороги Р132 Вязьма — Калуга — Тула — Рязань, на берегу реки. В 3 км западнее от деревни находится железнодорожная станция Угра на линии Торжок-Брянск.

## История
В годы Великой Отечественной войны деревня была оккупирована гитлеровскими войсками в октябре 1941 года, освобождена в марте 1943 года.